# Briga (Słowenia)
Briga – wieś w Słowenii, w gminie Kostel. W 2018 roku liczyła 12 mieszkańców.